# William Henry Rycroft
Sir William Henry Rycroft (* 17. Februar 1861; † 4. November 1925) war ein britischer Offizier, zuletzt im Dienstgrad Major General, und Kolonialgouverneur in Britisch-Nordborneo. 

## Biografie
Rycroft war das zweite von sechs Kindern des Sir Nelson Rycroft, 4. Baronet und seiner Frau Juliana Ogilvy. Major Sir Richard Nelson Rycroft, 5. Baronet war sein älterer Bruder.
Rycroft heiratete am 28. September 1887 Grace Ronald Maria Menzies, mit der er später die gemeinsamen Kinder Madalen Margaret und Julian Neil Oscar hatte.
Er trat 1871 in die British Army ein, diente ab 1879 beim Highland Light Infantry-Regiment und nahm an der Gordon Relief Expedition teil. Von 1891 bis 1892 absolvierte er das Staff College, war von 1895 bis 1896 Deputy Assistant Adjutant General in York, war von 1897 bis 1898 an der Nord-West-Front in Indien eingesetzt und diente während des Südafrikanischen Kriegs von 1899 bis 1900 im Stab. Von 1902 bis 1905 war er in Somalilandeingesetzt, war von 1904 bis 1908 Regimentskommandeur der 11th Hussars (Prince Albert’s Own), war von 1911 bis 1911 in Südafrika und von 1913 bis 1914 Assistent des Generalquartiermeister (QMG) im Southern Command. Es folgte der Erste Weltkrieg und 1920 die Versetzung nach Irland. Ein Jahr später schied er aus dem aktiven Militärdienst aus und war von 1922 bis zu seinem Tode Gouverneur in Nord-Borneo. Nach seinem Tod übernahm sein Vorgänger Aylmer Cavendish Pearson zum zweiten Mal das Gouverneursamt.
Am 1. Januar 1918 wurde er als Knight Commander des Order of St Michael and St George (KCMG) geadelt sowie am 3. Juni 1919 auch zum Knight Commander des Order of the Bath (KCB) geschlagen.